# おきなわTOWER
おきなわTOWER（おきなわタワー）は、沖縄県島尻郡南風原町字新川にある、一般社団法人沖縄総合無線センターが所有している集中無線基地局鉄塔で、ラジオ沖縄とエフエム那覇が送信所を設けている。

## 概要
1986年（昭和61年）12月に完成した。愛称となるおきなわTOWERの名称は、2016年（平成28年）以降使用されている。

## 送信設備
| 周波数 （MHz） | 放送局名       | コールサイン  | 空中線 電力 | ERP    | 放送対象地域 | 放送区域 内世帯数 |
| -------------- | -------------- | ------------- | ----------- | ------ | ------------ | ----------------- |
| 78.0           | fm那覇         | JOZZ0AQ-FM    | 20W         | 49.09W | 下記参照     | 不明              |
| 93.1           | ROK ラジオ沖縄 | （ROK那覇FM） | 1kW         | 3kW    | 沖縄県       | 46万6623世帯      |

- fm那覇の放送対象地域は、南風原町全域と那覇市、浦添市、豊見城市、宜野湾市、糸満市、南城市、西原町、八重瀬町の各一部。